# Tcpdump

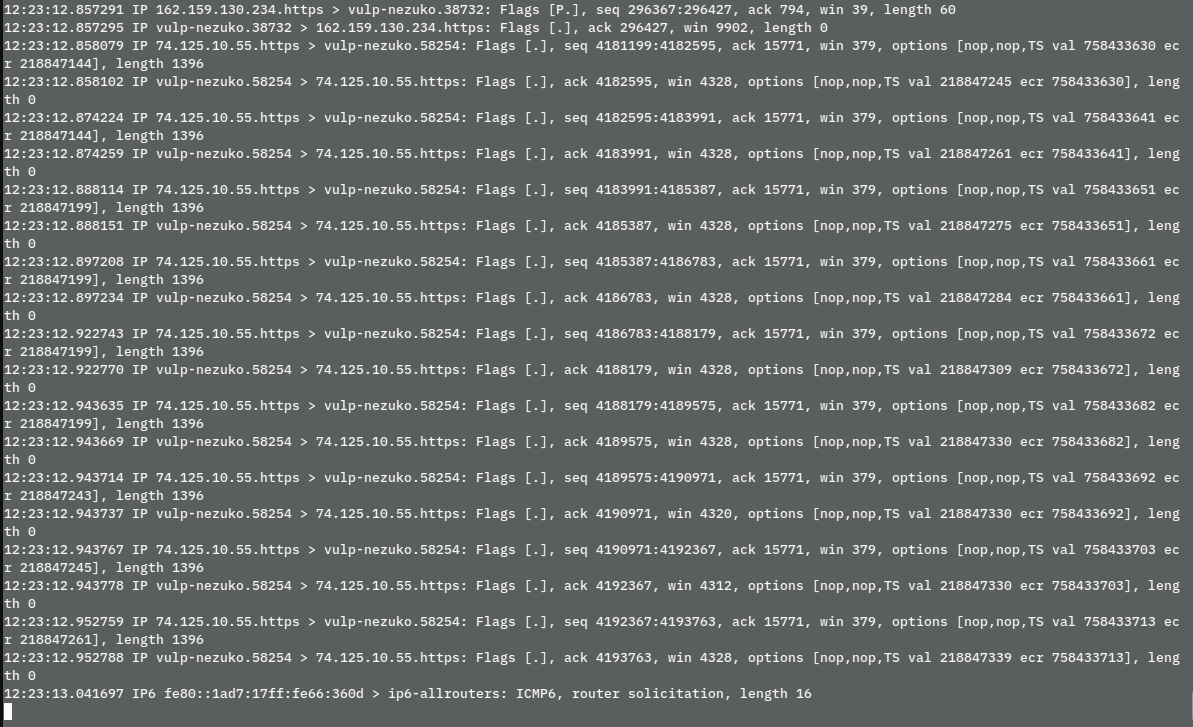

Tcpdump es una herramienta para línea de comandos cuya utilidad principal es analizar el tráfico que circula por la red.
Permite al usuario capturar y mostrar en tiempo real los paquetes transmitidos y recibidos por la red a la cual el ordenador está conectado. Fue escrito por Van Jacobson, Craig Leres, y Steven McCanne mientras trabajaban en el Grupo de Investigación de Red del Laboratorio Lawrence Berkeley. Más tarde el programa fue ampliado por Andrew Tridgell.
Tcpdump funciona en la mayoría de los sistemas operativos UNIX: Linux, Solaris, BSD, Mac OS X, HP-UX y AIX entre otros. En esos sistemas, tcpdump hace uso de la biblioteca libpcap para capturar los paquetes que circulan por la red.
Existe una adaptación de tcpdump para los sistemas Microsoft Windows llamada WinDump y que hace uso de la biblioteca Winpcap.
En UNIX y otros sistemas operativos es necesario tener privilegios de administrador (root) para utilizar tcpdump.
El usuario puede aplicar varios filtros para que la salida sea más depurada. Un filtro es una expresión que va detrás de las opciones y que nos permite seleccionar los paquetes que estamos buscando. En ausencia de filtros tcpdump volcará todo el tráfico que vea el adaptador de red seleccionado.

## Usos comunes de tcpdump
- Para depurar aplicaciones que utilizan la red para comunicar.
- Para depurar la red misma.
- Para capturar y leer datos enviados por otros usuarios u ordenadores. Algunos protocolos como telnet y HTTP no cifran los datos que envían en la red. Un usuario que tiene el control de un router a través del cual circula tráfico no cifrado puede usar tcpdump para conseguir contraseñas u otras informaciones.

## Funcionamiento

### Parámetros
```
   tcpdump [-aAdDeflLnNOpqRStuUvxX] [-c count] [ -C file_size ]
           [ -E algo:secret ] [ -F file ] [ -i interface ] [ -M secret ]
           [ -r file ] [ -s snaplen ] [ -T type ] [ -w file ]
           [ -W filecount ] [ -y datalinktype ] [ -Z user ]
           [ expression ]
-A: Imprime cada paquete en [[código ASCII]]
-D: Imprime la lista de interfaces disponibles 
-n: No convierte las direcciones de salida
-p: No utiliza la [[interfaz]] especificada en [[modo promiscuo]]
-t: No imprime la hora de captura de cada [[Trama de red|trama]]
-x: Imprime cada paquete en [[hexadecimal]]
-X: Imprime cada paquete en [[hexadecimal]] y [[código ASCII]]

-c count: Cierra el [[Software|programa]] tras recibir 'count' paquetes
-C file_size
-E algo:secret
-F file
-i interface: Escucha en la interfaz especificada
-M secret
-r file
-s snaplen
-T type
-w file: Guarda la salida en el [[Archivo (informática)|archivo]] 'file'
-W filecount
-y datalinktype
-Z user

```

### Filtros
- type [host|net|port]: Máquina en particular [host], red completa [net] o puerto concreto [port].
- dir [src|dst|src or dst|src and dst]: Especifica desde [src] o hacia dónde [dst] se dirige la información.
- proto [tcp|udp|ip|ether]: Protocolo que queremos capturar.

La opción -d es útil a la hora de depurar un filtro. La misma produce un volcado del filtro que ha sido compilado en una forma legible humanamente y detiene la ejecución del programa. Por ejemplo:
tcpdump -d "tcp or ip multicast or vlan 600 and ip multicast"
Produce el siguiente volcado:
(000) ldh      [12]
(001) jeq      #0x86dd          jt 2    jf 4
(002) ldb      [20]
(003) jeq      #0x6             jt 13   jf 18
(004) jeq      #0x800           jt 5    jf 9
(005) ldb      [23]
(006) jeq      #0x6             jt 13   jf 7
(007) ldb      [30]
(008) jge      #0xe0            jt 13   jf 18
(009) jeq      #0x8100          jt 10   jf 18
(010) ldh      [14]
(011) and      #0xfff
(012) jeq      #0x258           jt 13   jf 18
(013) ldh      [16]
(014) jeq      #0x800           jt 15   jf 18
(015) ldb      [34]
(016) jge      #0xe0            jt 17   jf 18
(017) ret      #96
(018) ret      #0

### Salida del comando
src > dst: flags [dataseq ack window urgent options]
```
  
15:23:44.772291 IP 192.168.1.17.52798 > 85.Red-83-37-170.dynamicIP.rima-tde.net.65000: . ack 1791 win 7851 <nop, nop, timestamp 5520421 997821>
```

- 15:23:44772291: Indica hh:mm:fracciones
- src: Dirección y puerto origen.
- dst: Dirección y puerto destino.
- flags: Flags de la cabecera TCP. (.) si no hay flags o combinación de S (SYN), F (FIN), P (PUSH), W (reducción de la ventana de congestión), E (ECN eco).
- dataseq: Número de secuencia del primer byte de datos en este segmento TCP. El formato es primero:último (n).
- ack: El número de asentimiento. Indica el número siguiente de secuencia que se espera recibir.
- window: Tamaño de la ventana de recepción.
- urgent: Existen datos urgentes.
- options: Indica la existencia de opciones. Van entre "<"...">".

### Ejemplos
Capturar tráfico cuya dirección IP de origen sea 192.168.3.1
tcpdump src host 192.168.3.1
Capturar tráfico cuya dirección origen o destino sea 192.168.3.2
tcpdump host 192.168.3.2
Capturar tráfico con destino a la dirección MAC 50:43:A5:AE:69:55
tcpdump ether dst 50:43:A5:AE:69:55
Capturar tráfico con red destino 192.168.3.0
tcpdump dst net 192.168.3.0
Capturar tráfico con red origen 192.168.3.0/28
tcpdump src net 192.168.3.0 mask 255.255.255.240
tcpdump src net 192.168.3.0/28
Capturar tráfico con destino el puerto 23
tcpdump dst port 23
Capturar tráfico con origen o destino el puerto 110
tcpdump port 110
Capturar los paquetes de tipo ICMP
tcpdump ip proto \\icmp
Capturar los paquetes de tipo UDP
tcpdump ip proto \\udp
tcpdump udp
Capturar el tráfico Web
tcpdump tcp and port 80
Capturar las peticiones de DNS
tcpdump udp and dst port 53
Capturar el tráfico al puerto telnet o SSH
tcpdump tcp and \(port 22 or port 23\)
Capturar todo el tráfico excepto el web
tcpdump tcp and not port 80
otra forma:
tcpdump tcp and ! port 80
Capturar todo el tráfico a host 10.168.1.100 puerto 80, en full verbose mode, full snap length, sin ponerla en modo promiscuo, sin convertir las direcciones de salida, imprimir en ASCII y volcar todo el dump en un file
tcpdump -vvv -n -s 65535 -A -p -w /tmp/tcpdump host 10.168.1.100 and port 80